# Maison-atelier de Jean Gouweloos
La Maison-atelier de Jean Gouweloos est un immeuble de style Art nouveau réalisé en 1896 par l’architecte Paul Hankar à Saint-Gilles en région de Bruxelles-Capitale (Belgique). Elle est reprise sur la liste des monuments classés de Saint-Gilles depuis le 9 octobre 1997.

## Situation
Cet immeuble est situé au n° 70 de la rue d'Irlande à Saint-Gilles. 

## Histoire
L'immeuble est commandé à Paul Hankar par Jean Gouweloos (1865-1943), un artiste peintre membre du cercle artistique Le Sillon.
La construction d'origine réalisée par Paul Hankar en 1896 a été surélevée en 1902 par des collaborateurs de l'architecte décédé l'année précédente. En 1950, le percement d'un garage a eu pour effet de raboter la partie inférieure de la baie du rez-de-chaussée de la travée gauche.

## Description
L'immeuble est une construction symétrique comptant trois travées et trois niveaux. Le principal matériau utilisé est la brique enduite de couleur blanche. Trois bandeaux de pierre de taille traversent la façade. Le soubassement est aussi réalisé en pierre de taille.
La travée centrale est la plus élevée et la plus remarquable. De haut en bas, elle se compose d'un pignon courbe, d'une baie rectangulaire sous un arc en plein cintre, d'un garde-corps en fer forgé représentant des fleurs stylisées, d'un oriel rectangulaire avec cinq lignes de vitraux teintés de jaune sur la partie supérieure, de quatre consoles soutenant l'oriel et d'une porte d'entrée avec baie d'imposte. Chaque console en fer forgé forme un quart de cercle pourvu de quatre rayons dont le supérieur est en débordement.
Les travées latérales valent surtout par la présence au premier étage de baies surmontées d'un arc en plein cintre constitué de briques polychromes et d'une clé de voûte en pierre de taille sculptée. Ces baies sont ornées de vitraux identiques à ceux de l'oriel. Les baies du second étage sont placées sur des pans de mur en retrait. Des larmiers en pierre de taille sortent des extrémités des appuis de fenêtre des deux niveaux inférieurs.

## Sources
- Top 100 Art nouveau/Bruxelles, Marie Ressler, éditions Aparté, page 90
- http://www.irismonument.be/fr.Saint-Gilles.Rue_d_Irlande.70.html